# Berniniella bicarinata
Berniniella bicarinata är en kvalsterart som först beskrevs av Paoli 1908.  Berniniella bicarinata ingår i släktet Berniniella och familjen Oppiidae. Inga underarter finns listade.